# Adalberone di Sassonia
Adalberone di Sassonia, (in tedesco Athelbero) detto anche Berna o Berno (... – 982), fu conte di Hessengau, di Liesgau e di Leinegau, Vogt del monastero di Hilwartshausen e conte palatino di Sassonia dal 965 alla sua morte.
Secondo un documento risalente al 958, era conte dell'Hessengau e la sua corte comitale (in tedesco Gogericht) era situata presso Großeneder. Nel Leinegau, la sua corte era probabilmente situata nel palazzo di Grona, di fronte al villaggio di Gutingi, l'odierna città di Gottinga, menzionato per la prima volta nel 953.

## Matrimoni e figli
Adalberone si sposò nel 958. L'ipotesi che si sia sposato in seconde nozze con Ida (ca. 933 – 17 maggio 986), figlia del duca di Svevia Ermanno I, è stata rifiutata dalla maggioranza degli studiosi. Sono noti quattro figli di Adalberone:
- Adelberga (in tedesco Athelburgis), che sposò il conte Teodorico di Sommerschenburg. Le origini di quest'ultimo non sono chiare e sono state avanzate le ipotesi di parentele con i conti di Supplimburgo o di Walbeck.
- Rotgarda (in tedesco Rotgard) († 25 dicembre 1006), badessa di Hilwartshausen;
- Folcmaro o Poppo, († 11 dicembre 991), vescovo di Utrecht dal 976 al 990;
- Fritheruna, che sposò il conte palatino di Sassonia Teodorico. La coppia ebbe un figlio:
  - Bernardo, vescovo di Hildesheim.